# Penarth
Penarth – miasto w południowej Walii, w hrabstwie Vale of Glamorgan (historycznie w Glamorgan), położone na przedmieściach Cardiff, nad estuarium rzeki Severn, zatoką Cardiff i uchodzącą do niej rzeką Ely (Elái). W 2011 roku liczyło 27 226 mieszkańców.
Do połowy XIX wieku Penarth było niewielką wsią. Rozwój miejscowości zapoczątkowała budowa portu morskiego, otwartego w 1865 roku, którym wywożony był wydobywany w okolicach węgiel. Do początku XX wieku był to ośrodek wypoczynkowy, szczególnie popularny wśród rodzin górniczych z południowej Walii. Współcześnie Penarth pełni rolę miasta-sypialni dla pobliskiego Cardiff.